# Laszki Górne (rejon mikołajowski)
Laszki Górne (ukr. Горішнє) – wieś na Ukrainie w rejonie stryjskim (do 2020 roku w rejonie mikołajowskim) obwodu lwowskiego. Liczy ok. 700 mieszkańców.

## Historia
Dawniej wieś w powiecie bóbreckim.